# Parafia Świętej Trójcy w Leżajsku

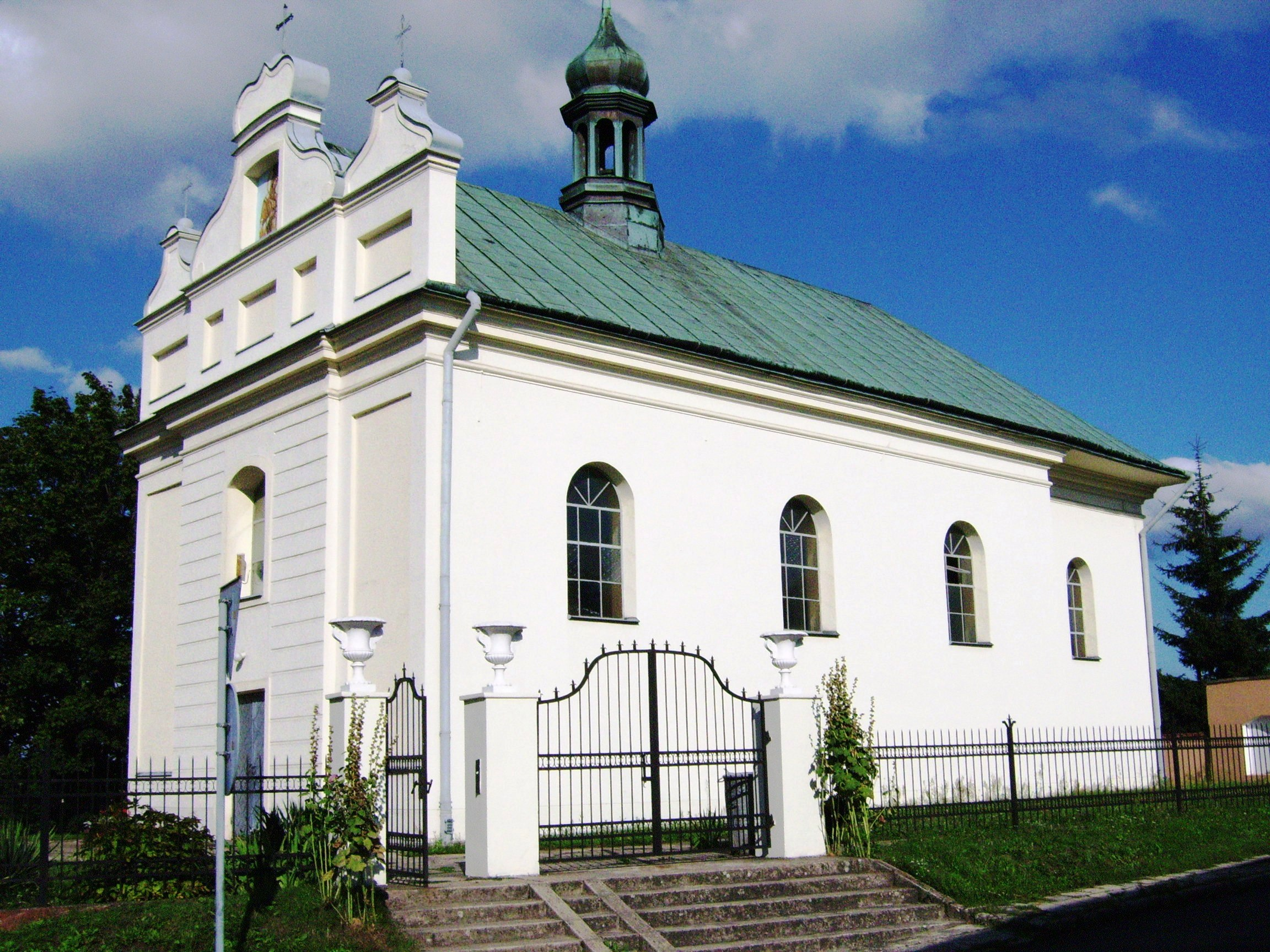
Kościół szkolny pw. Jezusa Miłosiernego

Parafia Świętej Trójcy w Leżajsku – parafia rzymskokatolicka pod wezwaniem Trójcy Przenajświętszej w Leżajsku, należąca do dekanatu Leżajsk I w archidiecezji przemyskiej. Kościół został wybudowany w stylu późnorenesansowym w latach 1608–1619. Mieści się przy rynku.

## Historia
Parafia w Leżajsku powstała w drugiej połowie XIV wieku na terenie obecnej wsi Stare Miasto. W 1397 roku król Władysław Jagiełło uposażył parafię i nadał wsi Leżajsk prawa miejskie, a w 1400 roku wydał dokument fundacyjny dla istniejącego już kościoła.
W 1400 roku bp Maciej osadził w Leżajsku Bożogrobców. Ok. 1439 roku parafia została przekazana przez króla Władysława Jagiełłę w zarząd zakonowi bożogrobców.
Miasto było niszczone przez najazdy tatarskie w latach: 1498, 1500, 1503, 1509, 1519. W 1524 roku Leżajsk został zniszczony całkowicie, a mieszkańców uprowadzono w jasyr, potopiwszy wcześniej w pobliskich bagnach starców i dzieci. Następnie miasto zostało przeniesione na nowe obecne miejsce, a stary Leżajsk utracił prawa miejskie, zachowując jedynie nazwę „Stare Miasto”.
W 1587 roku starostą leżajskim został Andrzej Opaliński, marszałek wielki koronny. W latach 1593–1654 starostą był jego syn Łukasz, który do 1610 roku prowadził swoją prywatną wojnę z właścicielem Łańcuta – Stanisławem Stadnickim. 
Po rozebraniu drewnianego kościoła farnego w latach 1604–1606, rozpoczęto budowę murowanej, obronnej świątyni, ale kościół w 1606 roku został jednak spalony przez Stadnickiego. W 1616 roku ukończono odbudowę kościoła z fundacji ks. Feliksa ze Skaryszewa Skaryszewskiego, a w 1619 roku odbyła się konsekracja. Kościół został ufortyfikowany, w otaczającym murze i na dzwonnicy umieszczono otwory strzelnicze. W 1624 roku obronna fara i ufortyfikowany dwór starościński pozwoliły min. na obronę miasta przed ciężkim najazdem Tatarskim. W 1838 roku zmarł ostatni prepozyt bożogrobców, a następnie parafię przejęli kapłani diecezjalni.
Od 1916 roku w parafii posługują Siostry Służebniczki Starowiejskie, które zajmują się katechizacją, oraz prowadzą ochronkę dla dzieci.
Na terenie parafii jest  6 754 wiernych, a także kościół filialny pw. Jezusa Miłosiernego (dawna cerkiew).
Proboszczowie parafii:
?–1839. ks. Michał Pieniążek CSsSH.
ks. Kajetan Kochański (administrator excuriendo z Kosiny).
ks. Józef Sulikowaski (administrator).
ks. Franciszek Nowicki.
1854–1886. ks. kan. Józef Graff.
1887–1909. ks. Roman Piekosiński.
1909–1910. ks. Stanisław Ruciński (administrator).
1910–1912. ks.prał. Leon Pastor.
1912–1925. ks. Antoni Tyczyński.
1925–1940. ks. Czesław Broda.
1940–1972. ks. Józef Gorczyca (administrator)
1972–2005. ks. prał. Józef Wójcik.
1996–2005. ks. prof. dr hab. Władysław Głowa.
2005–2011. ks. Ryszard Królicki.
2011– nadal ks. prał. Marek Cisek.

## Terytorium parafii
- Leżajsk – ulice: Akacjowa, Baczyńskiego, Blacharska, Błonie, Boczna Moniuszki, Braci Śniadeckich, Burmistrzów Zawilskich, Dolna, Furgalskiego, Garncarska, Górna, Jarosławska, Klonowa, Kołłątaja, Konwaliowa, Kopernika, Królowej Jadwigi, Kwiatowa, Krótka, Kuczka Kapitana, Lipy, Mickiewicza, 28 Maja,  Moniuszki, Nizinna, Ogrodowa, Piekarska, Plac Dworcowy, Plac Jaszowskiego, Plac Targowy, Podolszyny, Podzwierzyniec, Polna, Reymonta, Rynek, Rzeszowska, Sandomierska, Sanowa, Sikorskiego, Skłodowskiej, Słowackiego, Staszica, Spokojna, Sportowa, Spółdzielcza, Studzienna, Szkolna, Sikorskiego, Targowa, Wałowa, Zmuliska, Żwirki i Wigury.

## Galeria

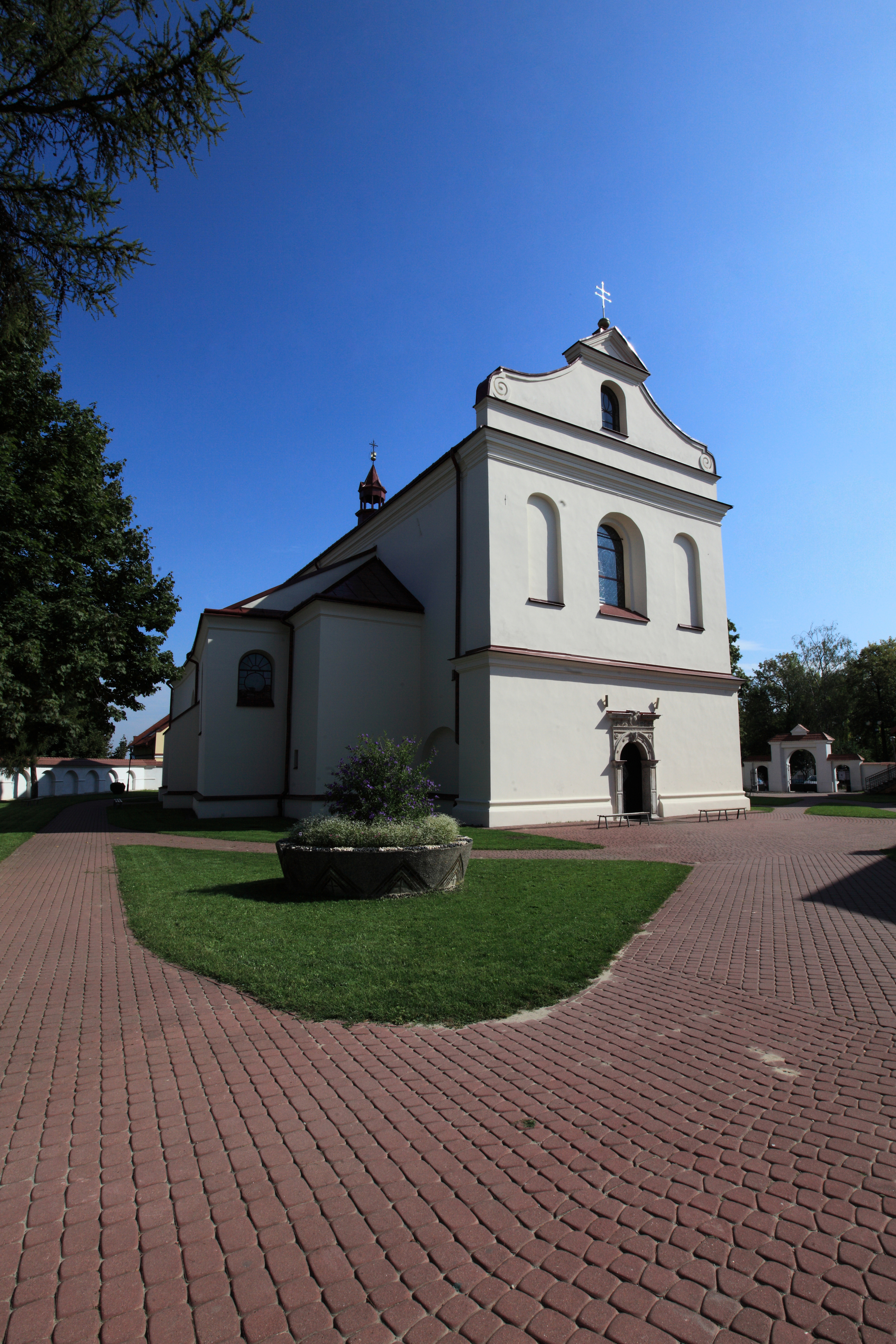
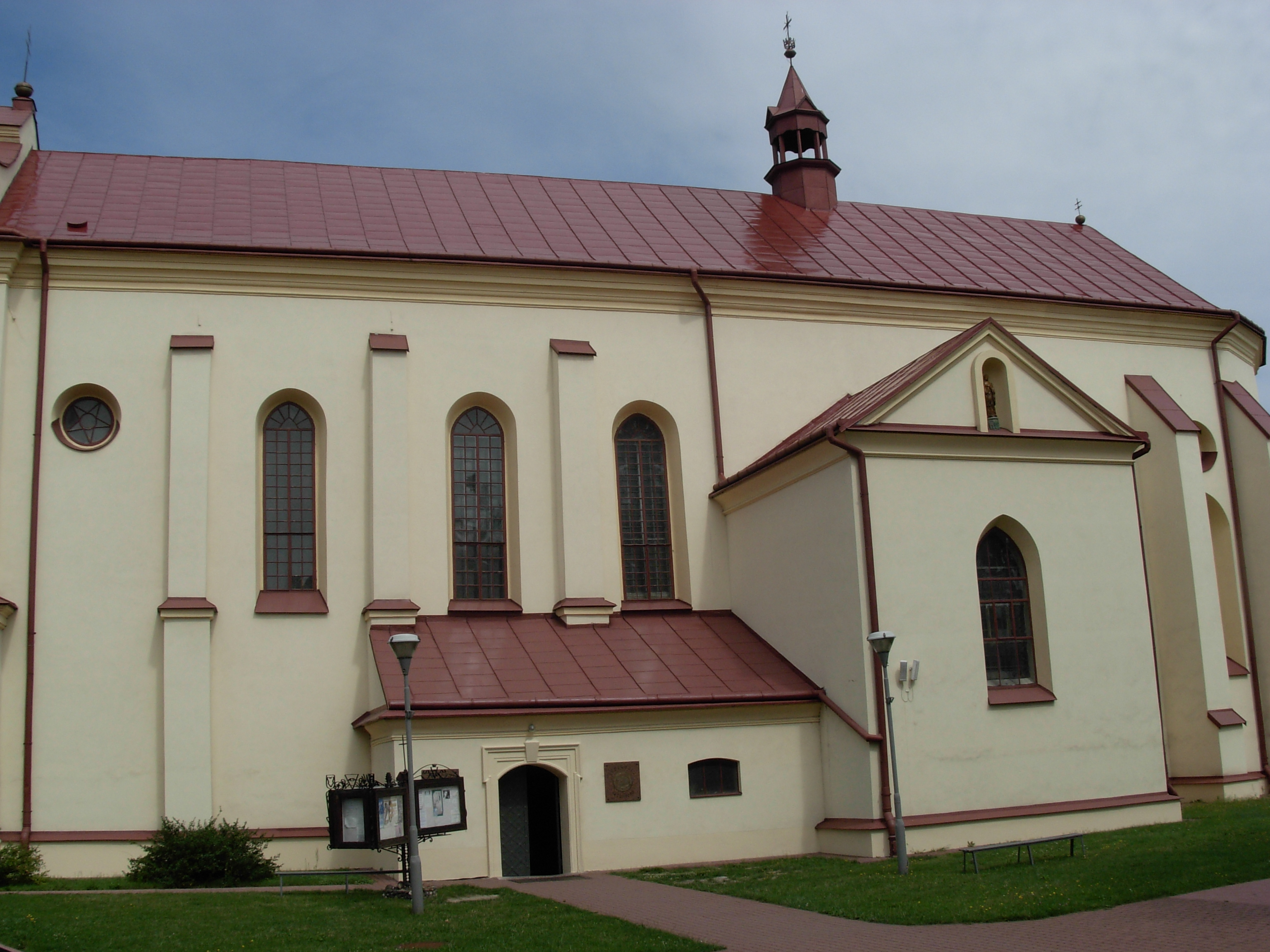
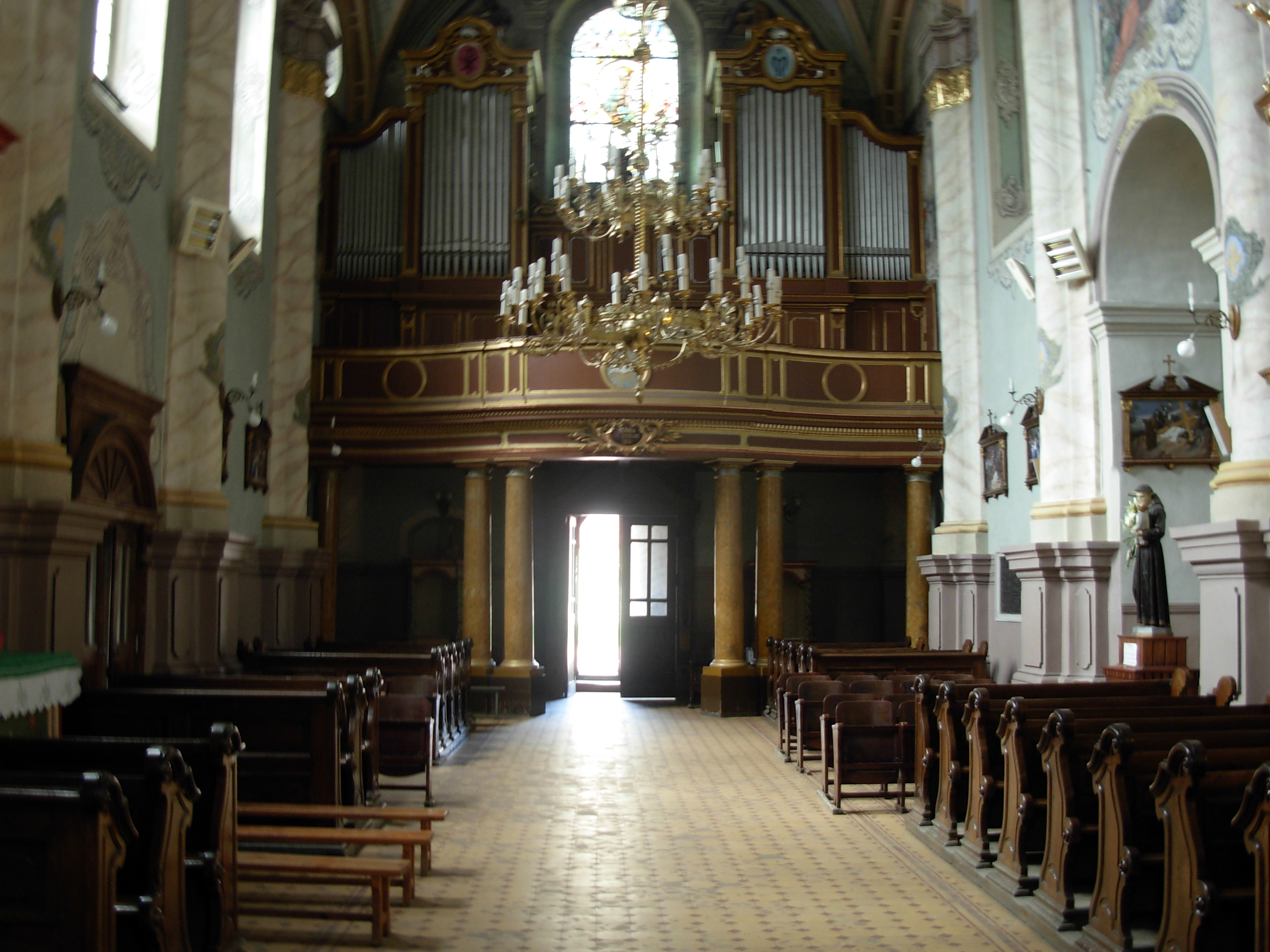
Prospekt organowy
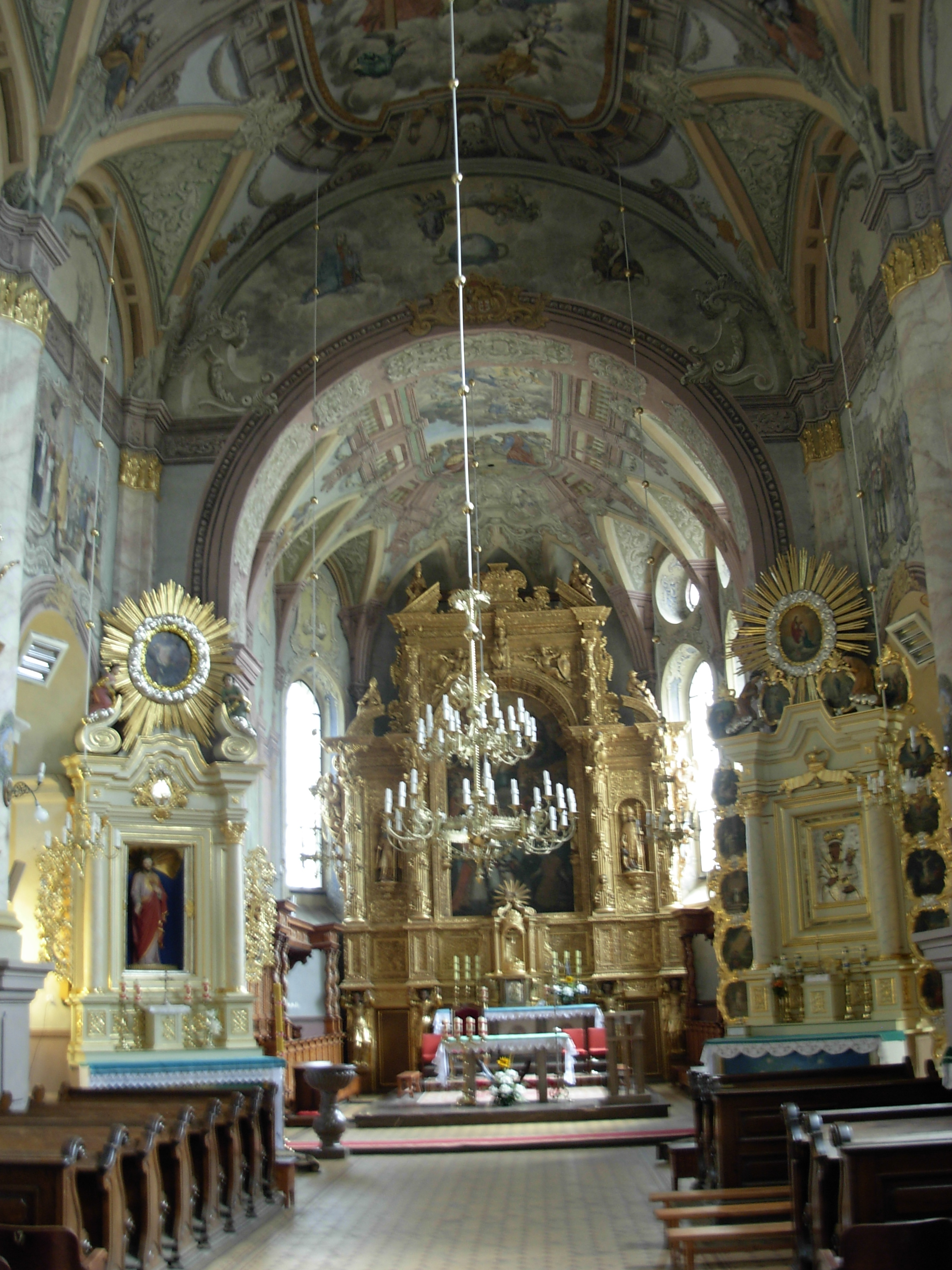
Nawa główna